# فاترا دورنه
فاترا دورنه هي بلدة تقع في إقليم سوتشيافا في رومانيا وبلغ عدد سكانها 17,864 نسمة في عام 2002م.